# El cofre de la vida
El cofre de la vida o Sunduq al-dunyâ (en árabe: صندوق الدنيا (فيلم)‎) es una película siria producida en Francia por The General Establishment of Cinema, Siria; dirigida por el director Usama Muhammad, en 2002, y 112 min de duración. Fue rodada en un certain regard, una sección del Festival de Cine 2002 de Cannesl.